# Ґуставув (Томашовський повіт)
Ґуставув (пол. Gustawów) — село в Польщі, у гміні Жечиця Томашовського повіту Лодзинського воєводства.
Населення — 75 осіб (2011).
У 1975-1998 роках село належало до Пйотрковського воєводства.

## Демографія
Демографічна структура станом на 31 березня 2011 року:
|          | Загалом | Допрацездатний вік | Працездатний вік | Постпрацездатний вік |
| -------- | ------- | ------------------ | ---------------- | -------------------- |
| Чоловіки | 38      | 11                 | 23               | 4                    |
| Жінки    | 37      | 8                  | 17               | 12                   |
| Разом    | 75      | 19                 | 40               | 16                   |